# László Hunyadi (Bildhauer)

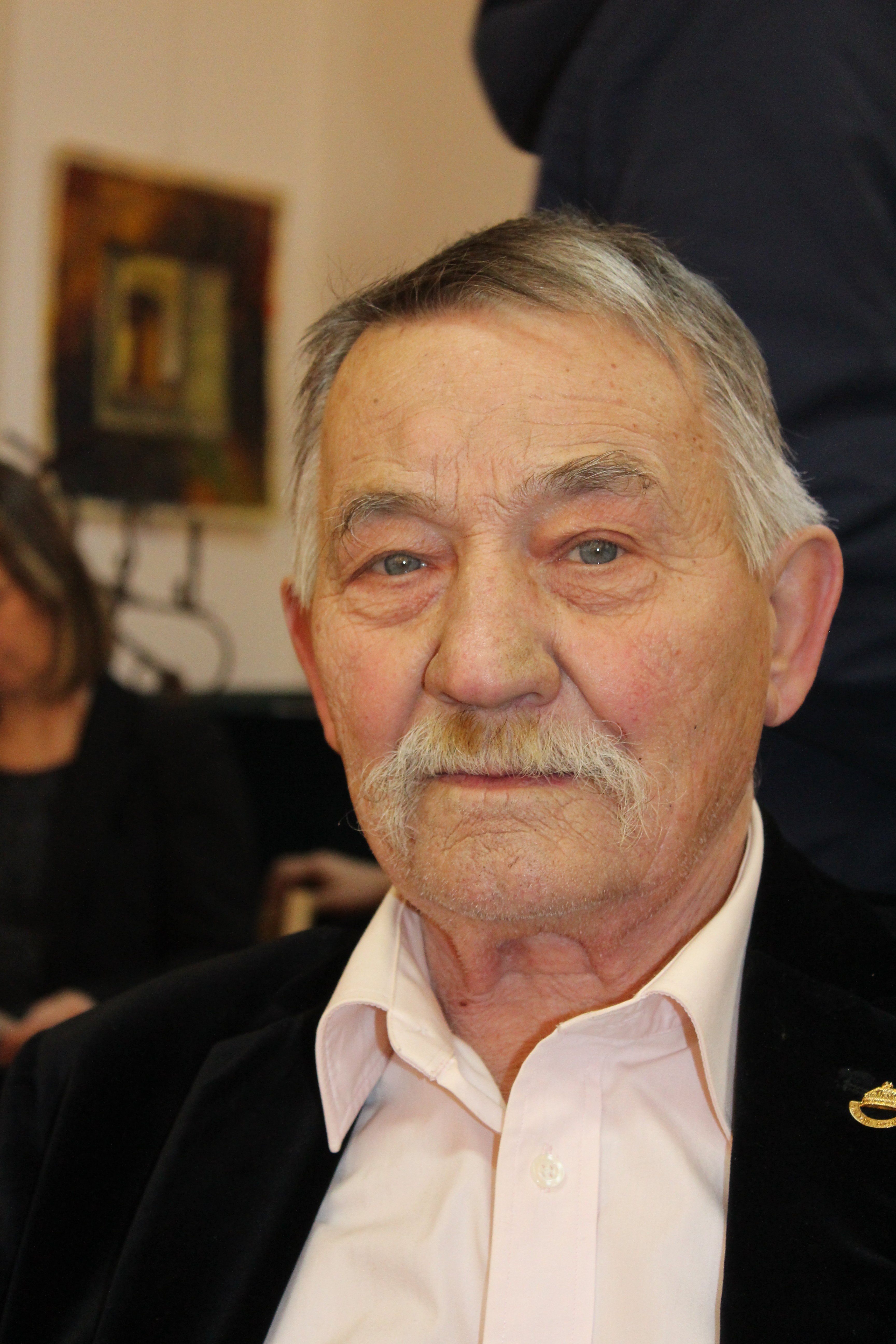
László Hunyadi

László Hunyadi (* 16. November 1933 in Dâmbău) ist ein ungarischer Bildhauer und Industriekünstler aus Rumänien. Er ist Mitglied der Ungarischen Akademie der Bildenden Künste.

## Werdegang
Hunyadi absolvierte das Kunstgymnasium in Marosvásárhely, 1959 schloss er sein Bildhauerstudium an der Ion-Andreescu-Hochschule für Bildende Künste ab. Seine Meister waren Dezső Bandi, Márton Izsák, Ion Irimescu, András Kós, Artúr Vetró und Jenő Servátiusz.
Hunyadi  ist der Designer des Staatlichen Puppentheaters in Marosvásárhely. 1961 wurde er Kunsthochschullehrer. Ab 1978 arbeitete er als Freiberufler.
Inspiriert von Volksliedern, führt er die Traditionen der siebenbürgischen Metall- und Goldschmiedekunst in seinen Metallreliefs und Schmuckstücken fort. Zu seinen Kunstwerken gehört das Eingangstor des neuen Nationaltheaters in Marosvásárhely. Er fertigte Gedenktafeln zum Gedenken an Gábor Bethlen, Miklós Zrínyi, Ferenc Erkel, Franz Liszt, Béla Bartók und András Sütő.
Seine bedeutendsten Außenskulpturen sind das Porträt von Miklós Barabás in Márkosfalva (1969), das Ispánkúti-Denkmal mit Petőfis Reliefporträt in Fehéreghyháza (1969), das nach der Idee von Béla Kulcsár zusammen mit Levente Kiss geschaffene Denkmal in Agyagfalv und die monumentale Statue von Balázs Orbán, die 1995 in Székelyudvarhely errichtet wurde.
Hunyadi lebt und arbeitet in Marosvásárhely. Er fertigt Holz- und Metallskulpturen, praktische und dekorative Kunstgegenstände und Schmuck. Sein größtes Verdienst ist, dass er mit seinen Skulpturen zur Bewahrung und Pflege der historischen, ethnographischen, literarischen, musikalischen und kunsthandwerklichen Traditionen der ungarischen Minderheit in Rumänien beigetragen hat. Es war kein schmerzfreies Unterfangen, da der durch die Politik geschürte Volkszorn oft ungarische Statuen beschädigte oder zerstörte, darunter auch die von László Hunyadi.

## Ausstellungen (Auswahl)
Einzelausstellungen == Individuell ===
- 1964: Csíkszereda
- 1970: Kolozsvár

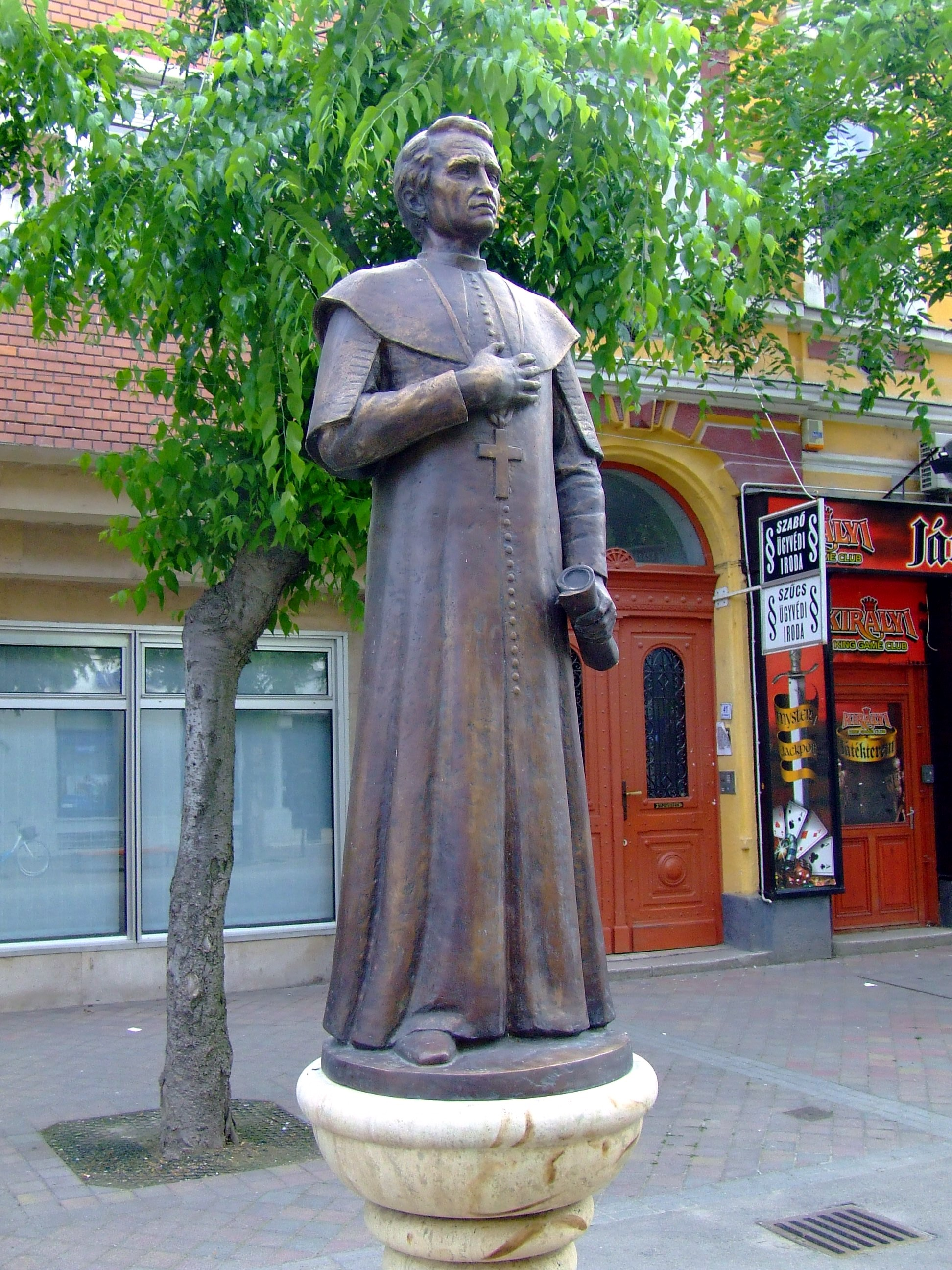
Denkmal Haynald Lajos, Kalocsá; 2000

- 1991: Marosvásárhely (ötvösmunkák)
- 2002: Kiskunfélegyháza
- 2003: Budapest (Székely Ház);  Marosvásárhely
- 2004: Udvard (Szlovákia)
- 2006: Fertőszéplak; Alsóőr (Ausztria)
- 2010: Balaton Színház, Keszthely
- 2011: Országos Mezőgazdasági Könyvtár (Novák Józseffel), Budapest

### Gruppenausstellungen
- 1990, 1995, 1996: Budapest
- 1993: Keszthely, Pécs, Dombóvár, Zalaegerszeg
- 1995: Marosvásárhelyi-Ausstellung, Galerie Vármegye, Budapest
- 2002: „Halftime“ – Ungarische Kunst in Rumänien 1965–75, Ernst Museum, Budapest
- 2004: Wohltätigkeitsausstellung, Reformierte Hochschule, Cluj
- 2005: Botschaft aus Siebenbürgen – Budapesti Székely Ház Sammlungsausstellung der Werke siebenbürgischer Künstler, Bicske; Vadárvácska Art Camp Ausstellung, Galerie der Schönen Künste, Gyergyóalfalu
- 2006: 1956 Gedenkausstellung, Bernády Ház, Marosvásárhely
- 2008: Eine Welt aus Lehm gebaut, Galerie Vármegye, Budapest
- 2009: Ausstellung zum 80. Jubiläum der Miklós Barabás Gilde, Jenő Gyárfás Galerie, György Sepsiszent
- 2010: Vadárvácska Art Camp Ausstellung, Galerie Korunk, Cluj

## Öffentliche Arbeiten (Auswahl)

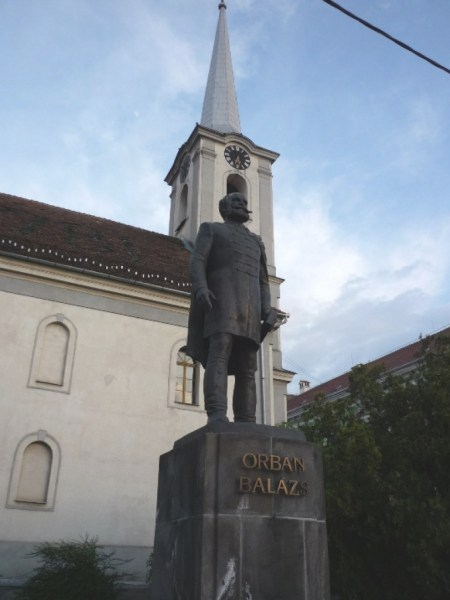
Denkmal Balázs Orbán neben der reformierten Kirche in Székelyudvarhely; 1995

- 1848 Agyagfalva Denkmal der Nationalversammlung von Székely (Agyagfalva, 1980);
- Büste von Bischof Vilmos Apor (Segesvár, 1992);
- Ganzkörperstatue von Balázs Orbán (Székelyudvarhely, 1994);
- Büste des Bischofs Áron Márton (Székelyudvarhely, 1995);
- Relief von János Kemény (Marosvécs, 1996);
- Grabmal von Wass Albert (Marosvécs, 1998);
- Denkmal zum 500-jährigen Jubiläum des siebenbürgischen Helikon-Gedenkparks (Relief, Ákosfalva, 1997);
- Musenstatue (Hajdúhadház, 1999);
- Relief von György Bernády (Marosvásárhely, 1999);
- Ganzfigurige Statue von Kardinal Lajos Haynald (Kalocsa, 1999);
- Ganzfigurige Statue von Sándor Petőfi (Marosvásárhely, 2000);
- Denkmal für die Opfer des II. Weltkriegs (Keszthely, 2001);
- Büste von Sándor Petőfi (Kiskunfélegyháza, 2002);
- Sankt-Martin-Relief (Winden am See, Österreich, 2003);
- Wass-Albert-Relief (Debrecen, 2005);
- Ganzkörperstatue des Heiligen István (Kiskunfélegyháza, 2005);
- Wass-Albert-Relief (Budapest, 2006);
- Relief von Sándor Petőfi (Segesvár, 2006);
- Hilfswerk von Ferenc Széchényi (Fertőszéplak, 2006);
- Hilfswerk von Sándor Petőfi (Fehéregyháza, 2006);
- Relief von Ferenc Móra (Kiskunfélegyháza, 2006)
- Relief von Gergely Pongrátz, Bronze (Kiskunmajsa, 2006)
- Géza Domokos-Relief, Bronze (Csíkszereda, 2008)
- Büste von Lajos Kossuth (Havad, 2010)

## Auszeichnungen, Anerkennungen
- 1995: Preis der Cluj-Napoca-Brüder des Siebenbürgischen Ungarischen Kulturvereins (EMKE)
- 2005: Koller-Preis der Ungarischen Akademie der Künste
- 2009: Ungarischer Kulturerbepreis, Ehrenbürger von Marosvásárhely

## Mitgliedschaften
- Mitglied der Gilde Miklós Barabás.
- Mitglied des Verbandes der rumänischen Bildenden Künstler.

## Notizen
- András Sütő schrieb zum 70. Geburtstag von László Hunyadi, unserem Freund, der unser historisches Gedächtnis heilt, László Hunyadi! aus seinem Brief (Marosvásárhelyi Népújság, Samstag, 15. November 2003)